# Circasia
Circasia is een gemeente in het Colombiaanse departement Quindío. De gemeente telt 26.705 inwoners (2005). Een van de redenen voor de stichting van de gemeente, door antioqueños in 1884, was om een begraafplaats te bieden aan mensen van alle religies. De begraafplaats van de stad werd beschadigd door de Aardbeving 1999 Armenia, een zware aardbeving van 6,2 op de schaal van Richter.
- Virtual International Authority File: 157187787

Armenia · Buenavista · Calarcá · Circasia · Córdoba · La Tebaida · Montenegro · Filandia · Génova · Pijao · Salento · Quimbaya